# Mancomunidad de Bortziriak-Cinco Villas
La Mancomunidad de Bortziriak-Cinco Villas para la gestión de los residuos sólidos urbanos (Hiri hondakin solidoak kudeatzeko Bortzirietako Mankomunitatea en euskera) es el ente supramunicipal que agrupa a todos los ayuntamientos de la comarca de Cinco Villas (Bortziriak en euskera), de Navarra (España). Sus competencias se centran en la recuperación de los desechos que se generan en las casas particulares, comercios, bares y restaurantes, talleres, industrias y comercios.

## Zona de actuación
La mancomunidad está integrada por los cinco ayuntamientos de Cinco Villas: Aranaz, Yanci, Lesaca, Echalar y Vera de Bidasoa. La sede de la mancomunidad está ubicada en Echalar.
A la hora de realizar algunos de sus servicios colabora con el Ayuntamiento de Baztán y con la Mancomunidad del Servicios Generales de Malerreka.

## Gestión de los residuos urbanos
Para la gestión de los residuos sólidos urbanos la mancomunidad los diferencia en dos tipos de recogida, una selectiva en la que se recogen para su posterior tratamiento residuos tales como, vidrio, papel o cartón, entre otros; y otra de tipo ordinario en la que se recogen la materia orgánica y la fracción resto de los residuos (contenedores verdes).
La recogida de vidrio se realiza mediante contenedores tipo iglú de color verde, que se recogen mensualmente. El vidrio recogido se transporta a una planta de reciclaje de Vitoria.
La recogida de papel-cartón se realiza mediante contenedores azules que se recogen semanalmente. El papel recogido es transportado a diferentes gestores autorizados de Pamplona.
La recogida de envases se realiza mediante contenedores amarillos que se recogen semanalmente. El contenido de los contenedores amarillos es depositado en la planta de selección de Góngora, en Pamplona.
También se realizan otras recogidas de residuos, como la de pilas, de aceite doméstico usado, de voluminosos, de plásticos de silos agrícolas y ganaderos, y la recogida de residuos domésticos especiales.
La mancomunidad tiene también en marcha una campaña para la realización de compost tanto de manera individual como colectiva. En el caso del compostaje comunitario, dispone de casetas de compostaje en Vera (en tres barrios) y en Lesaca.
En febrero de 2014 anuncia, junto a la Mancomunidad de Malerreka y el Ayuntamiento de Baztán, el impulso del compostaje individual y del comunitario para la gestión de la materia orgánica de los residuos. La campaña incluye la realización de jornadas de formación y reparto de compostadores.
Así mismo, como forma de adecuarse al objetivo fijado por el Plan Integrado de Gestión de Residuos de Navarra (PIGRN) que contempla que para el año 2020 se recoja separadamente el 50% de los biorresiduos; en 2013, la mancomunidad anunció que implantará la recogida selectiva de residuos puerta a puerta.

## Antiguo vertedero de Ibardin
El antiguo vertedero de Ibardin estaba situado en el municipio de Vera de Bidasoa, en una vaguada ubicada en el alto de Ibardin, entre los parajes de Okalarre y Sagasti. El vertedero recibió las basuras de Cinco Villas hasta el año 2008, habiéndose depositado en el tanto residuos urbanos como industriales.
La problemática que generada esta infraestructura era su alta producción de lixiviados, que en gran medida eran vertidos directamente al medio ambiente, aunque durante su vida útil se realizaron diferentes trabajos para tratar de recogerlos y conducirlos hasta la planta depuradora de aguas residuales de Vera.
En el año 2012 la mancomunidad dio por finalizados los trabajos de recuperación del vertedero de Ibardín, logrando la desaparición de los lixiviados que generaba, y su recuperación medioambiental.
Datos del vertedero:
- Año inicio de uso: 1990.
- Fecha que se dejó de depositar residuos: 10 de marzo de 2008.
- Vida útil vertedero: 18 años + 70 días.
- Residuos depositados:
  - Residuos Sólidos Urbanos: 58.240 toneladas.
  - Vertidos directos (Industrias Vera y Lesaca).
  - Residuos Sólidos Urbanos: Hendaya.[5]